# Muzeum Regionalne w Pieckach
Muzeum Regionalne im. Walentyny Dermackiej z Sapiehów w Pieckach (w organizacji) – muzeum z siedzibą we wsi Piecki (powiat mrągowski). Placówką jest gminną jednostką organizacyjną, działającą w ramach tutejszego Gminnego Ośrodka Kultury Sportu i Rekreacji.
Na zbiory muzeum składa się kolekcja sztuki ludowej, gromadzona przez lata przez Walentynę Dermacką z Sapiehów, mieszkającą w Pieckach od 1958 roku. Większość z niej stanowią figurki gliniane o tematyce sakralnej oraz rodzajowej, autorstwa Władysławy Prucnal z Medyni Głogowskiej. Po śmierci Walentyny Dermackiej w 1998 roku, opiekę nad zbiorami przejęła jej córka – Maria Dermacka. Natomiast w maju 2012 roku zbiory trafiły do powstałego Muzeum Regionalnego w Pieckach.
Muzeum jest placówką sezonową, czynną od maja do września. Jego zwiedzanie jest możliwe od wtorku do niedzieli w godzinach 10"-18" Lipiec-Sierpień. W czasie nauki szkolnej w maju, czerwcu i we wrześniu od poniedziałku do piątku od 9"-13". Wstęp jest płatny.